# Samuel's Getting Hitched
|  | Denne artikel er oprettet af botten Steenthbot ud fra en ekstern database. Den kan derfor have sproglige fejl eller mangler. Denne skabelon kan fjernes efter kontrol af indholdet. |

Samuel's Getting Hitched er en dansk kortfilm fra 2014 instrueret af Gabriel Bier Gislason efter eget manuskript.

## Handling
Engelske Samuel kommer til Danmark for at blive gift med sin danske udkårne, Ida. Ved hans side er den trofaste barndomsven, Peter, som skal hjælpe med at holde nerverne i skak. Men som dagen skrider frem går ikke alt som planlagt, og deres venskab kommer på prøve.